# 威风堂堂进行曲

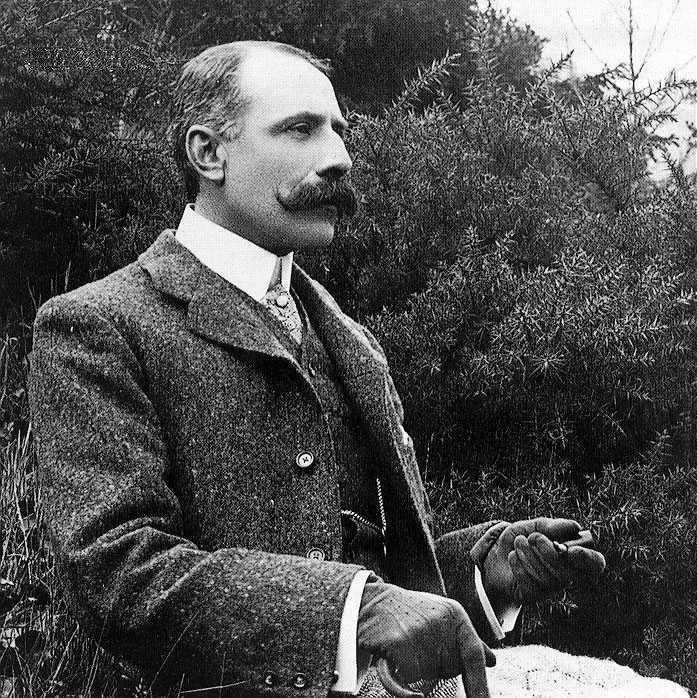
作者爱德华·埃尔加

《威风堂堂进行曲》（英語：Pomp and Circumstance Marches），又译作《威风凛凛进行曲》、《威儀堂堂進行曲》，作品第39号，是英国作曲家爱德华·埃尔加在1901年至1934年间创作的一组管弦乐进行曲。这部作品包括以下六支进行曲：《D大调第一进行曲》、《a小调第二进行曲》、《c小调第三进行曲》、《G大调第四进行曲》、《C大调第五进行曲》和《g小调第六进行曲》，其中前五曲是埃德加作为作品第39号发表的，第六曲则是未完成的遗作。每支进行曲的演奏时间大约是五分钟。
《威风堂堂进行曲》中最著名的是《D大调第一进行曲》，常作為美国高中的《毕业进行曲》，经修改填词而成的《希望与荣耀的土地》则是英国爱国歌曲，也是为英王《加冕颂歌》的终章。而《第四号进行曲》经填词成为二战时的英国爱国歌，同时也是是宗教仪式上常用的退场曲目。此曲也在流行文化中广为使用。

## 标题
该进行曲的标题“威风堂堂”来自于莎士比亚的剧作《奥赛罗》第三幕第三场的台词：“……永别了，长嘶的骏马、锐厉的号角、惊魂的鼙鼓、刺耳的横笛、庄严的大旗和一切战阵上的威仪（pomp, and circumstance of glorious war）！”。
在《第一号进行曲》的总谱上，埃德加引用了诗歌《荣耀的进军》（The March of Glory）中的一段诗句作为主题句。他想借此表达的意思是，战争场面看似雄壮华美（pomp），但真实的战争环境（circumstance）则是则是枯燥而恐怖的。

## 曲目

### 《D大调第一进行曲》

#### 题献
《第一号进行曲》创作于1901年，题献辞是“致我的朋友阿尔弗雷德·E·罗德瓦尔德以及利物浦管弦乐团的成员们”。

#### 配器
2短笛（第二短笛即兴），2长笛，2双簧管，2单簧管（A调），低音单簧管（A调），2巴松管，低音巴松，4圆号（F调），2小号（F调），2短号（A调），3长号，大号，3定音鼓，打击乐器（大鼓，钹，三角铁，小鼓，马铃，手鼓即兴），2竖琴，风琴以及弦乐器

#### 历史
1901年10月19日，阿尔弗雷德·罗德瓦尔德指挥的利物浦管弦乐团在利物浦举行了《第一号进行曲》的首演。两天后，亨利·伍德（Henry Wood）指挥的《第一号进行曲》在伦敦逍遥音乐会上进行了演出，观众反响热烈，使得乐团两次返场演奏了这支曲目，伍德形容“这是逍遥音乐会有史以来的首次”。英国国王爱德华七世在听完该曲后建议应该给这首曲子填上歌词使之成为一首伟大的歌。
1902年，埃尔加在为爱德华七世谱写《加冕颂歌》（Coronation Ode）时，对《第一号进行曲》的中段（trio）部分进行了修改，并由A·C·本森（A. C. Benson）填词，使之成为加冕颂歌的末乐章《希望与荣耀的土地》。
希望与荣耀的土地随后成为了一首广为传唱的英国爱国歌，并成为了英格兰队在体育运动中常用的一首国歌。在一年一度的逍遥音乐会上，这首歌曲也是保留曲目，并会按首演时的惯例演奏两次。
1905年6月28日，埃尔加应邀前往美国耶鲁大学接受音乐学博士荣誉学位，并指挥演奏了《第一号进行曲》。此曲在教员和学生中广受好评，因而耶鲁大学采用其为毕业典礼配乐，并逐渐传播至其他学校，通常在毕业典礼入场和开幕时进行演奏。目前，而几乎所有高中和部分大学会在毕业典礼上使用《第一号进行曲》的中段部分，因而它又称作《毕业进行曲》。这一乐段在美国则直接称作《威风堂堂》。
在意大利，此曲则作为礼拜音乐使用，名为《上帝的荣耀教堂》（Santa Chiesa di Dio）。

#### 曲式
《第一号进行曲》采用三部曲式，以引子：热烈的极快板开始，随后进入一个新的主题：强拍与短音节交替出现，而低音部则持续地奏出不和谐音。此时，弦乐队演奏一段富有节奏的旋律，并以升调和降调重复一遍，之后木管乐器加入演奏并重复整个部分。在进入中段之前，铜管乐器会在木管和弦乐的旋律上奏出高音，而打击乐器则会伴随巴松管发出有节奏的单音。其后，小号和长号会引导整个乐团进入最著名的中段部分。中段部分先由第一小提琴、四支圆号和两支单簧管以下属音G大调演奏主题，其后整个管弦乐队和竖琴加入演奏，重复这一主题，最后风琴也加入演奏，在D大调上再次重复主题。结尾部分则再现引子部分的轻快主题。

### 《a小调第二进行曲》

#### 题献
《第二号进行曲》创作于1901年，题献辞是“致我的朋友格兰维尔·班托克”。

#### 配器
短笛，2长笛，2双簧管，2单簧管（A调），低音单簧管，2巴松管，低音巴松，4圆号（F调），2小号（F调），2短号（A调），3长号，大号，3定音鼓，打击乐器（2小鼓，三角铁，钟琴，马铃，大鼓，钹）以及弦乐器。

#### 历史
1901年10月19日，《第二号进行曲》的首演在《第一号进行曲》之后进行，依然是由罗德瓦尔德指挥，利物浦管弦乐团演奏。两天之后，该曲也在逍遥音乐节上进行了演出。

#### 曲式
《第二号进行曲》是六支进行曲中长度最短、结构最简单的一支。该曲以铜管乐器的一声巨响引起注意，随后弦乐器安静地奏出一个简单的断奏主题，其他乐器逐渐加入并突然达到顶点。这一主题重复一次后进入第二主题。第二主题由圆号和单簧管奏出，弦乐、铜管和钟琴随后加入演奏。接着开场主题重复一次，并由低音乐器引出中段部分。中段部分由木管乐器奏出简单愉悦的旋律，弦乐和铜管作出应答。其后中段重复一次，以渐弱的小鼓和圆号结尾。

### 《c小调第三进行曲》

#### 题献与历史
《第三号进行曲》于1904年11月完成创作，1905年发表。题献辞是“致我的朋友艾弗·阿特金斯（Ivor Atkins）”。首次演出于1905年3月8日在女王大厅举行，埃尔加亲自指挥。

#### 配器
短笛，2长笛，2双簧管，英国管，2单簧管（B♭调），低音单簧管（B♭调），2巴松管，低音巴松，4圆号（F调），2小号（B♭调），2短号（B♭调），3长号，大号，3定音鼓，打击乐器（小鼓，中音鼓，大鼓，钹）以及弦乐器。

#### 曲式
《第三号进行曲》的引子不同于其他进行曲活泼的氛围，而是刻意显得严肃。低音单簧管、巴松管和圆号伴随着音节间的鼓点，奏出低沉压抑的快速旋律，接着铜管奏出一个严肃的主题，进而是整个乐团的合奏。开头的阴沉主题再现，然后进入中段。中段部分以一段活泼的单簧管独奏开始，随后加入简单的弦乐伴奏，呈现出一个典型的埃尔加式弦乐主题。最后整个主题再现一次，并迅速结尾。

### 《G大调第四进行曲》

#### 题献
《第四号进行曲》于1907年6月7日完成创作。题献辞是“致我在赫里福德的朋友G.罗伯逊·辛克莱博士（Dr. G. Robertson Sinclair）”。

#### 配器
短笛（兼第三长笛），2长笛，2双簧管，英国管，2单簧管（B♭调），低音单簧管（B♭调），2巴松管，低音巴松，4圆号（F调），3小号（B♭调），3长号，大号，3定音鼓，打击乐器（小鼓，大鼓，钹），2竖琴以及弦乐器。

#### 历史
《第四号进行曲》于1907年8月24日在女王大厅首演，埃尔加亲自指挥。该曲的受欢迎程度不亚于《第一号进行曲》，中段部分也成为了著名的仪式音乐。
该曲的中段首先用于歌曲《国王之路》（The King's Way）中。这首歌是埃尔加1909年为了纪念伦敦国王路（Kingsway）的开通而写的，他的妻子是词作者。在二战中，这段乐曲则由艾伦·帕特里克·赫伯特（Alan Patrick Herbert）填词，成为了一首著名的英国爱国歌曲《自由之歌》（Song of Liberty）。1981年，在查尔斯亲王与戴安娜王妃的婚礼上，该曲作為退场曲目演奏。这对夫妇向伊丽莎白二世行过礼后，走出圣保罗座堂时，响起的音乐正是《第四号进行曲》。
2023年5月6日，英王查爾斯三世與卡蜜拉王后加冕典禮，於西敏寺舉行，該曲時隔42年再次起用為皇家典禮的退場曲目。在典禮結束，國王與王后步出西敏寺、並向與會來賓致意時，現場樂團正是演奏《第四號進行曲》來歡送王駕。

#### 曲式
《第四号进行曲》的引子部分主要是两小节旋律的不断变化呈现，中段部分的结构则类似于《第一号进行曲》。前八小节，中提琴和高音木管乐器在整个乐队的伴奏下演奏主旋律，随后铜管乐器和低音木管乐器加入再现主题。之后在一小段安静的旋律将全曲引入中段部分。中段部分先由小提琴、圆号和单簧管在下属音C大调上演奏主题，其后小提琴在其所能表现的最低音——G弦上拉奏，并由圆号、巴松和低音弦乐伴奏。而后整个乐队加入演奏D大调上再次重复这一主题和引子的主题。最后则由小提琴、中提琴和大提琴奏出的渐缓旋律结尾。

### 《C大调第五进行曲》

#### 题献
《第五号进行曲》完成于1930年，远晚于前四号作品。题献辞是“致我在赫里福德的朋友珀西·C·赫尔博士（Dr. Percy C. Hull）”。

#### 配器
短笛，2长笛，2双簧管，英国管，2单簧管（B♭调），低音单簧管（B♭调），2巴松管，低音巴松，4圆号（F调），3小号（B♭调），3长号，大号，3定音鼓，打击乐器（小鼓，大鼓，钹）以及弦乐器。

#### 历史
《第五号进行曲》于1930年9月20日在女王大厅首演，由亨利·伍德指挥。两天之前，埃尔加在伦敦国王路大厅（Kingsway Hall）抱病指挥了该曲的录音版本。

#### 曲式
《第五号进行曲》舍弃了引子部分，直接由一段充满自信的旋律展开到了中段部分。中段部分的起始类似《埃尔加第一交响曲》，只有一段安静的旋律。随后这段旋律变强并发展。随后开头的旋律又柔缓地再现了一次，之后中段主题经过发展又重现了一次。结尾部分的处理则类似于爱德华·格里格的《在山魔王宫中》。

### 《g小调第六进行曲》

#### 历史
埃尔加于1934年去世，只留下了《第六号进行曲》的草稿，未能完成这套进行曲的最后一支作品。2005年，埃尔加遗产信托的律师将这份草稿及相关资料交给了英国作曲家安东尼·佩恩（Anthony Payne）。尽管得到了草稿并得知该曲的主题为“前途暗淡”，佩恩认为这些资料并不足以帮助他完成这部作品。幸而研究者在英国皇家教堂音乐学院发现埃尔加的三张手写总谱，为佩恩提供了重要的参考，该曲的写作才得以完成。
2006年8月2日，安德鲁·戴维斯（Andrew Davis）指挥BBC交响乐团在皇家阿尔伯特音乐厅举行的逍遥音乐会上首次演奏了这一曲目。首次录音版本则是由理查德·希科克斯（Richard Hickox）指挥的BBC威尔士国家管弦乐团完成的。

#### 配器
短笛，2长笛，2双簧管，英国管，2单簧管（B♭调），低音单簧管（B♭调），2巴松管，低音巴松，4圆号（F调），3小号（B♭调），3长号，大号，4定音鼓，打击乐器（小鼓，大鼓，钹，马铃，钟琴）以及弦乐器。

## 改编版本
《威风堂堂进行曲》的钢琴独奏版本是由阿道夫·施密德和维克多·海吕哈钦森完成的。其第一号进行曲的钢琴二重奏版本则由施密德完成。该曲的风琴版本由埃德温·H·勒马尔和G·R·辛克莱改编，此外还有威廉·麦克维克的简化版本。此曲的军乐队版本是由M·雷特福德和T·康威·布朗改变的。英式铜管乐队版本的第一号作品（转至B♭调）则是J·奥德·休谟完成的。

## 录音版本
《威风堂堂进行曲》（第一号和第四号）的首次录音在1915年1月进行，埃尔加为HMV公司指挥录制了编号D179的唱片。

## 流行文化
- 《威风堂堂进行曲》是TBS電視劇《天皇的御廚》（2015年版）片頭曲
- 日本電視動畫《我們這一家》的片尾曲大部份旋律取自《威风堂堂进行曲》中段部份
- 電影《發條橘子》內政大臣巡視一景之配樂
- 電影《皇家特工：間諜密令》人頭爆裂化為煙火一景之配樂
- 澳門倫敦人開幕典禮其中一個表演以此曲為主
- 2022北京冬季奧運會開幕式的其中一首代表性的背景音樂[11]
- 動畫《吉伊卡哇》拉霸機